# Карл Шмід
Карл Шмід (нім. Karl Schmid; 25 січня 1897, Кемптен — ?) — німецький слюсар. Кавалер Лицарського хреста Хреста Воєнних заслуг.

## Біографія
Здобув освіту точного механіка. 2 червня 1916 року призваний в Баварську армію і призначений в 3-тю роту 1-го запасного батальйону 12-го піхотного полку «Принц Арнульф». 24 липня 1916 року переведений в 2-гу роту 2-го запасного батальйону свого полку, 25 серпня — в запасний авіаційний дивізіон Шляйссгайма, 7 грудня 1916 року — в 4-те льотне училище. З 20 грудня 1916 по 5 січня 1917 року перебував на лікуванні. 15 травня 1917 року направлений в запасний, 2 серпня — в 3-й телефонний дивізіон, 12 серпня 1917 року — в 29-ту охоронну ескадрилью. З 1934 року — слюсар фабрики Bayrische Flugzeugbau, яка належала фірмі Messerschmitt.

## Нагороди
- Почесний хрест ветерана війни з мечами
- Хрест Воєнних заслуг 2-го і 1-го класу
- Лицарський хрест Хреста Воєнних заслуг — «за видатні заслуги в розробці найкращих німецьких винищувачів та перехоплювачів на відповідальних посадах у німецькому виробництві літаків»; вручений Адольфом Галландом.